# Quận Russell, Alabama
Quận Russel là một quận thuộc tiểu bang Alabama, Hoa Kỳ. Theo điều tra dân số năm 2000 của Cục điều tra dân số Hoa Kỳ, quận có dân số 49.756 người. Quận lỵ đóng ở Phenix City. Quận được đặt tên theo Gilbert C. Russell.

## Địa lý
Theo Cục điều tra dân số Hoa Kỳ, quận có diện tích 1677 km2, trong đó có 16 km2 (0,94%) là diện tích mặt nước.

### Xa lộ
- U.S. Highway 80
- U.S. Highway 280
- U.S. Highway 431
- State Route 26
- State Route 51

### Quận giáp ranh
- Quận Lee (bắc)
- Quận Muscogee, Georgia (đông bắc)
- Quận Chattahoochee, Georgia (đông)
- Quận Stewart, Georgia (đông nam)
- Quận Barbour (nam)
- Quận Bullock (tây nam)
- Quận Macon (tây bắc)